# Boksatelep
Boksatelep románul: Bocșa Mare, település Romániában, Erdélyben, Hunyad megyében.

## Fekvése
Az Erdélyi-érchegységben, Hondol mellett fekvő település. A falun a DJ 761-es út halad át.

## Története
Az elszórt házakból álló Boksatelep (Bocşa Mare) korábban Hondol része volt. 1910-ben 194 román lakosa volt. 1956-ban 91 lakosa volt. 
1966-ban 97 lakosából 96 román volt. 1977-ben 64, 1992-ben 32, a 2002-es népszámláláskor pedig 20 román lakos élt itt; 2011-ben pedig már csak 3.
2007-ben a falu még nem volt bekötve a villamos hálózatba.
A Deva Gold S. A. vállalat a falu területére arany- és ezüstbányászatra vonatkozó engedélyt kapott a román hatóságoktól. Civil szervezetek bíróságon támadták meg a környezetvédelmi hatóság engedélyét. A cég vállalta, hogy kiépíti Hondol és Boksatelep ivóvízhálózatát.